# Churamiti maridadi
A Churamiti maridadi a kétéltűek (Amphibia) osztályába, a békák (Anura) rendjébe és a varangyfélék (Bufonidae) családba tartozó Churamiti nem monotipikus faja.

## Elterjedése
A faj Északkelet-Tanzánia endemikus  faja, az ország Ukaguru hegységében honos, 1800 méteres tengerszint feletti magasságban. Természetes élőhelye a száraz hegyvidéki erdők.

## Természetvédelmi helyzete
A fajra nézve a mezőgazdaság és a települések terjeszkedése jelent veszélyt.